# Corot Noir
Corot Noir ist eine Rotweinsorte. Sie wurde 1970 durch die amerikanischen Züchter Bruce Reisch und Thomas Henick-Kling neu gezüchtet. 
Corot Noir ist eine Kreuzung zwischen Seyval Villard 18–307 und Steuben. Es handelt sich dabei um eine überaus komplexe Züchtung, in der Gene der Wildreben Vitis rupestris, Vitis berlandieri, Vitis labrusca, Vitis lincecumii und Vitis vinifera vorhanden sind. 
Entwickelt wurde die Neuzüchtung an der Cornell University in Geneva (dem  New York State Agricultural Experiment Station, Department of Pomology and Viticulture, also das Rebenzüchtungs-Institut im Bundesstaat New York). Die Universität liegt am südlichen Ende des Cayuga Lake. Erste Versuchsanpflanzungen wurden 1975 angelegt und größere Feldversuche liefen im Jahr 1994 an. Seit dem 7. Juli 2006 ist die Rebsorte für den gewerblichen Weinbau freigegeben.
Corot Noir liefert fruchtige Rotweine mit einem leichten Kirscharoma und tiefroter Farbe. Da es sich somit um eine Hybridrebe handelt, ist sie für Qualitätsweine gemäß EU-Bestimmungen nicht zugelassen. Das den amerikanischen Rebsorten typische Fox-Ton wurde weitestgehend weggezüchtet. Bekannt sind Rebflächen im  amerikanischen Bundesstaat Virginia (→ Weinbau in Virginia). Die wuchskräftige Sorte ist nicht sehr winterhart.
Siehe auch den Artikel Weinbau in den Vereinigten Staaten sowie die Liste von Rebsorten.
Synonym: NY 70.0809.10 und New York 70.0809.10
Abstammung: Seyval Villard 18–307  x Steuben.  Seyve Villard 18–307 seinerseits ist eine Kreuzung der Sorten Villard Blanc x Chancellor.